# Peter Terting
Peter Terting (* 19. Februar 1984 in Kempten (Allgäu)) ist ein deutscher Profirennfahrer. Seine aktuelle Partnerin ist Rennfahrerin Carrie Schreiner und er wohnt mit ihr gemeinsam in Köln.
Terting ist im Ortsteil Börwang der Gemeinde Haldenwang aufgewachsen. Er war bis zum Einstieg von Johannes Seidlitz 2009 der jüngste Fahrer der neuen DTM. Terting gewann 2005 in seinem ersten Jahr in der WTCC bereits ein Rennen in Mexiko. 2006 belegte er in derselben Serie drei zweite Plätze.
Seit 2013 ist Terting ebenfalls im Coaching anderer Rennfahrer tätig und besitzt ein eigenes Rennteam.

## Bisherige Erfolge
- 1995 Bayrischer Kartmeister

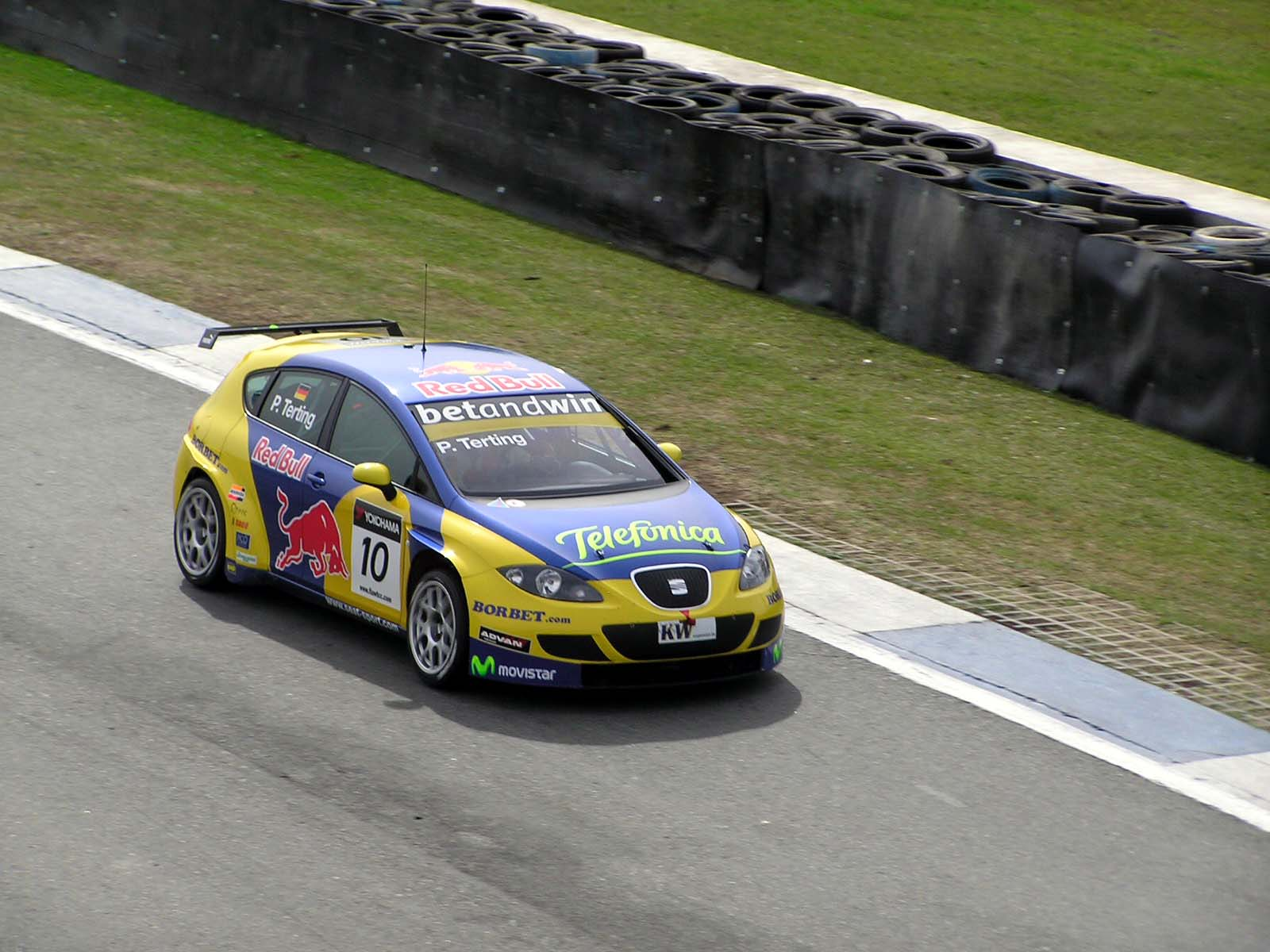
Peter Terting im Seat Leon

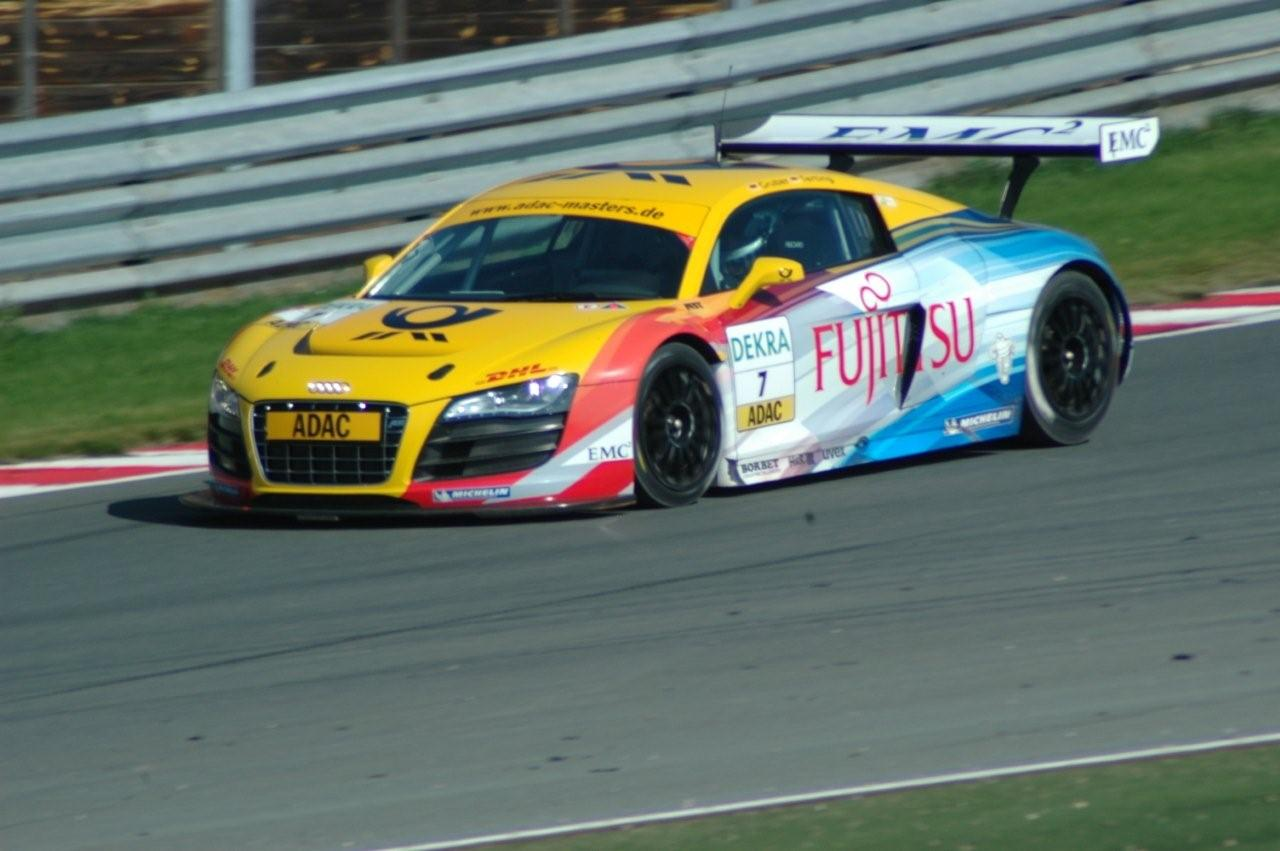
ADAC GT Masters im Audi R8 LMS von Abt Sportsline

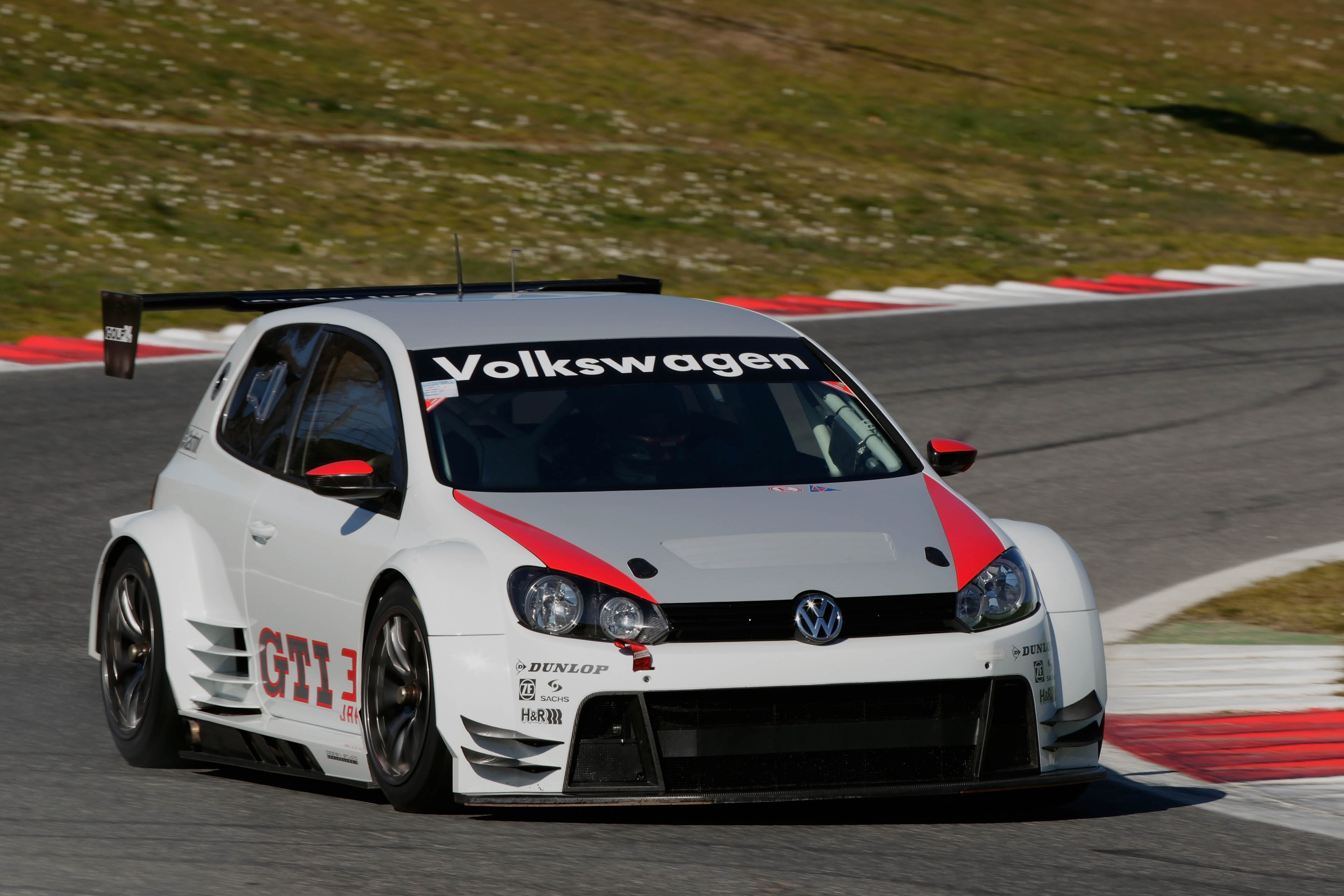
PROJECT VW GOLF 24 – 24-hours race at Nürburgring

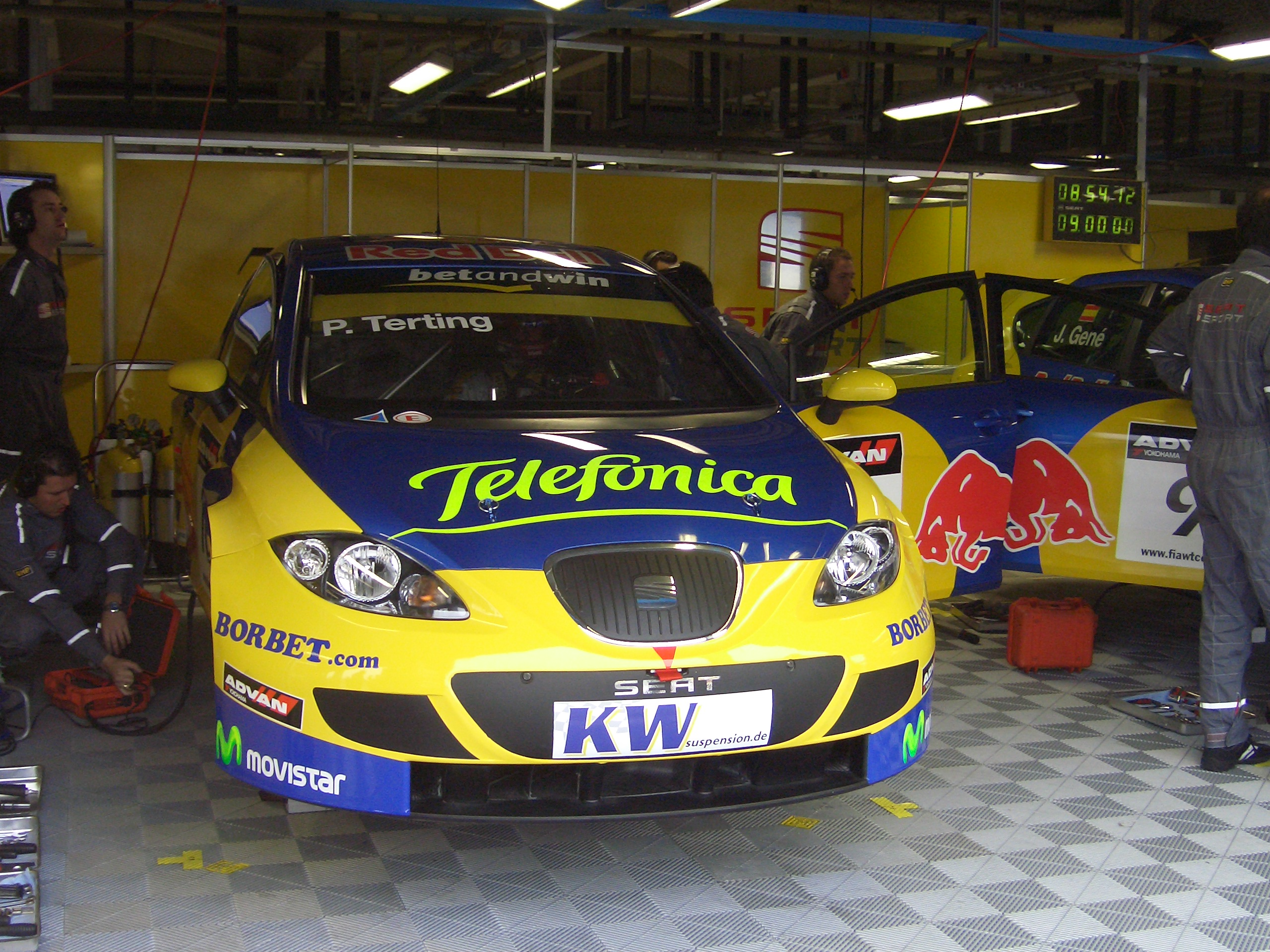
Seat Sport WTCC

- 1996 11. Platz in der Süddeutschen Meisterschaft Pop-Junioren.
- 1997 4. Platz in der Deutschen Meisterschaft Pop-Junioren.
- 1998 Deutscher Junioren-Kartmeister
- 1999 1. Platz Süddeutsche Meisterschaft Pop-Junioren.
- 2000 5. Platz Gesamtwertung in der Deutschen Formel BMW.
- 2002: ADAC Volkswagen Lupo Cup (Meister)
- 2003: DTM (Platz 16)
- 2004: Seat Leon Supercopa Deutschland (Platz 2)
- 2004: DTM
- 2005: WTCC (Platz 12)
- 2006: WTCC (Platz 9)
- 2007: International GT Open GTA (Platz 14)
- 2007: WTCC
- 2007: Spanish GT Championship – GTA
- 2008: ADAC GT Masters
- 2009: ADAC GT Masters (Platz 19)
- 2010: 24 Stunden von Nürburgring (Klassensieg)
- 2016: Europameister

## Einzelnachweise

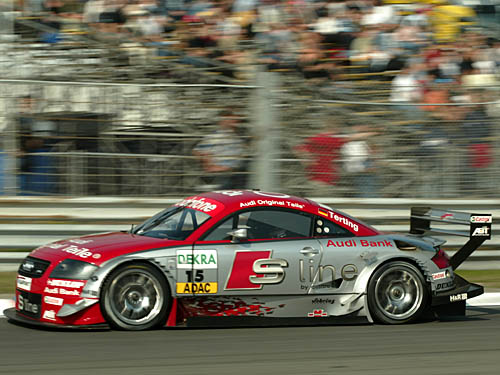
DTM Audi TT Abt Sportsline 2004